# 1648 no Brasil
Esta é uma cronologia dos fatos acontecimentos de ano 1648 no Brasil.

## Eventos
- 19 de abril — Batalha dos Guararapes: término do primeiro confronto entre o exército da Companhia Holandesa das Índias Ocidentais e os defensores do Império Português (primeira grande vitória dos pernambucanos sobre os neerlandeses).[1]